# 大竹秀之
大竹 秀之（おおたけ ひでゆき、1967年7月16日 - ）は、元全日本男子代表のバレーボール選手。日本バレーボール協会発掘育成委員会副委員長。NPO法人日本バレーボール・オリンピアンの会理事。

## 来歴
神奈川県横浜市出身。法政二高を経て法政大学に入学。大学在学中（4年）に全日本代表になる。卒業後はNECブルーロケッツに入部。日本リーグ/Vリーグでは、優勝3回、ベスト6が4回と活躍した。
1992年バルセロナオリンピック出場。1989年から1999年にかけてワールドカップ4回、世界選手権3回出場し日本を代表する選手となる。2001年に現役生活を引退し、コーチとして指導にあたった。
2008年にバレーボール全日本男子のコーチとして北京オリンピックバレーボール世界最終予選で16年ぶりに本選に切符を手に入れた。2013年度のゲーリー・サトウ監督の下で全日本男子コーチを務めた。
現在は日本電気（NEC）本社にてマーケティング部門担当社員として勤務、NEC公式サイトの“Pick Up ソリューション「イチ押しゼミナール」”のWEB講師として登場している。また2015年のベストファーザー賞を受賞した。
2024年現在はNECレッドロケッツアカデミーのスタッフとしてバレーボールの指導を行っている。

## 人物
- 身長208cmは、日本人バレーボール選手およびオリンピック出場選手として歴代最長身[注 2]。
- 久光スプリングスに所属する大竹里歩は実娘であり[9]、息子に東京グレートベアーズに所属する大竹壱青がいる。

## 球歴
- 全日本代表としての主な国際大会出場歴
  - オリンピック - 1992年
  - 世界選手権 - 1990年、1994年、1998年
  - ワールドカップ - 1989年、1991年、1995年、1999年

## 所属チーム
- 市立谷本中
- 法政二高
- 法政大学
- NECブルーロケッツ（1990-2001年）

## 賞詞
- 第34回ベストファーザー賞『イエローリボン賞』（スポーツ部門）